# Themistoclesia cremasta
Themistoclesia cremasta är en ljungväxtart som beskrevs av A. C. Smith. Themistoclesia cremasta ingår i släktet Themistoclesia och familjen ljungväxter. Inga underarter finns listade i Catalogue of Life.